# 上野耕平
上野 耕平（うえの こうへい、1992年〈平成4年〉7月10日 - ）は、茨城県出身の、日本のサクソフォーン奏者。イープラス所属。

## 人物・来歴
茨城県水戸市生まれ、茨城県那珂郡東海村育ち。8歳から吹奏楽部でサクソフォーンを始める。東海村立舟石川小学校、東海村立南中学校、茨城県立中央高等学校を経て、東京藝術大学音楽学部器楽科卒業。サクソフォーンを須川展也、鶴飼奈民、原博巳に師事。鉄道が大好きな事でも有名。

## 受賞歴
- 2006年ー第7回日本ジュニア管打楽器コンクール サクソフォーン部門 ＜小・中学生コース＞ 金賞（中学1年生）
- 2006年ー第10回全日本中学生・高校生管打楽器ソロコンテスト ＜中学生部門＞ 第2位（中学1年生）
- 2009年ー第12回ジュニアサクソフォンコンクール 優勝（高校1年生）
- 2009年ー第10回日本ジュニア管打楽器コンクール サクソフォーン部門 ＜高校生コース＞ 金賞（高校1年生）
- 2011年ー第28回日本管打楽器コンクール サクソフォーン部門、第1位（史上最年少）
  - 特別大賞（内閣総理大臣賞、文部科学大臣賞、東京都知事賞）受賞
- 2014年ー第6回アドルフ・サックス国際コンクール（ベルギー・ディナン）第2位受賞
- 2017年ー第28回出光音楽賞受賞
- 2018年ー第9回岩谷時子音楽賞奨励賞受賞

## 演奏歴
- スコットランドにて行われた第16回世界サクソフォンコングレスで、ソリストとして演奏。イギリス王立ノーザン音楽院吹奏楽団と共演。ピット・スウェルツ作「ウズメの躍り」。
- クラシック音楽番組『リサイタル・ノヴァ』（NHK-FM）へ出演。
- クラシック音楽番組『題名のない音楽会』（テレビ朝日）収録。マルタン作曲「サックスと管弦楽のためのバラード」（山田和樹 指揮/横浜シンフォニエッタ）。山田の推薦により2015年9月の日本フィルハーモニー交響楽団の定期公演に抜擢される。
- サントリーホールで2日間公演。
- 2014年10月、『アドルフに告ぐ』（日本コロムビア）でCDデビュー。
- 2015年12月、ぱんだウインドオーケストラのCDを日本コロムビアよりリリース。コンサートマスターを務めた。
- 2016年3月、「東京・春・音楽祭」
- 2016年4月、東京オペラシティ、「B→C」にてリサイタル。

## 教育・音楽活動
- 2016年4月から昭和音楽大学の非常勤講師。
- The Rev Saxophone Quartet　ソプラノサクソフォーン担当。
- ぱんだウインドオーケストラのコンサートマスター。
- Ensemble FOVE

## 著書

### 共著書
- 高橋弥歩、雲井雅人、織田浩司、上野耕平、田中靖人、宮崎隆睦、福井健太、ひび則彦、彦坂眞一郎、中村均一、中村有里『本当に役立つ！ サックス練習法74　11人の指導者が実践する最強のトレーニング』リットーミュージック、2016年2月。ISBN 978-4-8456-2766-0。

## メディア出演歴

### TV

#### 音楽番組
- 情熱大陸（毎日放送）（2018年9月16日）
- 題名のない音楽会（テレビ朝日）
- ららら♪クラシック（NHK Eテレ）
- クラシック音楽館（NHK Eテレ）

#### 報道・情報番組
- バゲット（日本テレビ）（2019年6月13日）
- 報道ステーション（テレビ朝日）お天気コーナーのテーマ曲生演奏（2021年11月30日）

#### 鉄道関係
- 笑神様は突然に…（日本テレビ）
  - 志村けんが南の島にやってきた 2時間スペシャル 鉄道BIG４in長崎（2018年4月4日）
  - 春の2時間スペシャル 鉄道BIG4 in金沢の旅（2019年4月4日）
- 鉄オタ選手権（NHK BSプレミアム）
  - 阪急電鉄の陣（2019年3月10日）
  - 関西私鉄大集合スペシャル（2019年7月28日）
- 友近・礼二の妄想トレイン（BS日テレ）
  - #11 ワイドビューひだで行く下呂温泉の旅（2020年8月24日）
  - #13 花嫁のれんで行く石川・能登半島の旅（2020年9月7日）
  - #33 鹿島臨海鉄道で行く茨城・早春日帰り旅（2021年3月1日）
  - #47 富良野・美瑛 ラベンダー畑の旅（2021年7月19日）
  - #73 伊豆急ラッピング列車で行く伊豆半島で“歴史ロマン”に浸る旅（BS日テレ）（2022年5月2日）
- 激レア鉄道の旅（スカパー!）（2021年3月31日）

### ラジオ
- ×（かける）クラシック（NHK-FM）（2020年4月5日 - ） - 市川紗椰とともに番組MCを務める

### 書籍
- フェラーリ専門誌SCUDERIA 131号 表紙・インタビュー（2020年12月28日）

## 使用楽器
- ソプラノサクソフォーン（YAMAHA YSS-875EXG）
- アルトサクソフォーン（YAMAHA YAS-875EXG）
- テナーサクソフォーン（YAMAHA YTS-875EXG）
- バリトンサクソフォーン